# Frank (àlbum)
Frank va ser l'àlbum de debut de la cantant anglesa Amy Winehouse publicat per Island Records l'octubre de 2003 al Regne Unit i als Estats Units el 20 de novembre de 2007. Va rebre dues nominacions per als Brit Awards i va ser preseleccionada per a un Mercury Music Prize. De l'àlbum es van publicar com singles "Stronger Than Me", "Take the Box", IN My Bed"/"You Sent Me Flying" i "Pumps"/"Help Yourself". El títol del disc és una referència al desaparegut cantant Frank Sinatra.

## Resposta del públic
Frank va rebre una formidable acollida, amb meravelloses crítiques tant al Regne Unit amb als Estats Units, arribant al lloc 84 del web musical Metacritic. Billboard va qualificar l'àlbum com a extraordinari i sobre la veu de Winehouse va dir que era "tremolosa de vegades, però no deixa de ser sorprenent".
L'àlbum va entrar als tops britànics en la posició 60 abans de pujar al número tretze el gener de 2004. Ha estat certificat com a doble platí per vendre més de 600.000 còpies. Al mateix temps que el nou àlbum d'Amy, Back to Black, estava en la seva etapa de promoció, l'anterior va tornar a ingressar en les llistes de vendes britàniques directament al número 22 el febrer de 2007. A més va assolir el número 40 en dues ocasions el maig del mateix any, arribant a convertir-se en entrada comuna al llarg del 2007 en les llistes del país del Big Ben.

## Llista de cançons
1. "Intro"/"Stronger Than Me" (Salaam Remi, Winehouse) - 3:54
2. "You Sent Me Flying"/"Cherry" (Felix Howard, Remi, Winehouse) - 6:50
3. "Know You Now" (Delroy Cooper, Donovan Jackson, Earl "Chinna" Smith, Luke Smith, Gordan Williams, Winehouse) - 3:03
4. "Fuck Me Pumps" (Remi, Winehouse) - 3:20
5. "I Heard Love Is Blind" (Remi, Winehouse) - 2:10
6. "Moody's Mood for Love" / Teo Licks" (Dorothy Fields, Jimmy McHugh, James Moody) - 3:28
7. "(There Is) No Greater Love" (Isham Jones, Marty Symes) - 2:08
8. "In My Bed"(Remi, Winehouse) - 5:17
9. "Take the Box" (L. Smith, Winehouse) - 3:20
10. "October Song" (Matt Rowe, Stefan Skarbek, Winehouse) - 3:24
11. "What It Is About Men" (Wilburn Cole, Cooper, Howard, Jackson, Smith, Paul Watson, Williams, Winehouse) - 3:29
12. "Help Yourself" (Jimmy Hogarth, Winehouse) - 5:01
13. "Amy Amy Amy / Outro" (Rowe, Skarbek, Winehouse) - 13:14*

- L'última pista inclou dues cançons amagades, "Brother" i "Mr. Magic"

Caraco